# Marisa Mell
Marisa Mell, pseudonimo di Marlies Theres Moitzi (Graz, 24 febbraio 1939 – Vienna, 16 maggio 1992), è stata un'attrice austriaca.

## Biografia
Nata a Graz, in seguito si trasferì con la famiglia a Vienna; qui frequentò l'accademia artistica di Max Reinhardt. Dopo aver esordito in teatro entrò subito nel mondo del cinema con ruoli da protagonista in alcuni film tedeschi.
Nel 1963, in Francia, rimase coinvolta in un incidente automobilistico che le fece quasi perdere l'uso dell'occhio destro e le deturpò il viso, rendendo necessari vari interventi di chirurgia plastica ricostruttiva.
Chiamata in Italia da Mario Monicelli per girare il film Casanova '70 (1964), è conosciuta soprattutto per il ruolo di Eva Kant nel film Diabolik (1968), diretto da Mario Bava, divenendo uno dei volti femminili più famosi nell'ambito dei film di genere italiani degli anni sessanta e settanta, periodo dove appare anche nuda sulla copertina italiana di Playboy, e negli anni ottanta su riviste pornografiche, come Le ore.
Nota anche per la sua vita mondana, diventò celebre come una delle protagoniste della "dolce vita" romana, instaurando una relazione sentimentale con l'attore Helmut Berger, con cui recitò ne La belva col mitra (1977) di Sergio Grieco, con Anthony Perkins, Alexander Onassis, Roman Polański e Tadeusz Kantor. Girò anche alcuni film erotici negli anni ottanta. Il suo ultimo film fu I Love Vienna, del 1991. Morì a Vienna al Wilhelminer Spital, nel 1992 a 53 anni, a causa di un cancro alla tiroide. È sepolta a Vienna al Kahlenbergerdorfer friedhof Kahlenbergerdorf.

## Filmografia

Marisa Mell in Diabolik (1968) di Mario Bava

- Ragazze per l'oriente (Das Nachtlokal zum Silbermond), regia di Wolfgang Glück (1959)
- Il bravo soldato Schwejk (Der brave Soldat Schwejk), regia di Axel von Ambesser (1960)
- L'enigma dell'orchidea rossa (Das Rätsel der roten Orchidee), regia di Helmut Ashley (1962)
- Pepe francese, regia di Ken Russell (1964)
- 50.000 sterline per tradire (Masquerade), regia di Basil Dearden (1965)
- Casanova '70, regia di Mario Monicelli (1965)
- Danger - Dimensione morte (Train d'enfer), regia di Gilles Grangier (1965)
- Obiettivo 500 milioni, regia di Pierre Schoendoerffer (1966)
- New York chiama Superdrago, regia di Giorgio Ferroni (1966)
- Che notte, ragazzi!, regia di Giorgio Capitani (1966)
- Le dolci signore, regia di Luigi Zampa (1967)
- Diabolik, regia di Mario Bava (1968)
- Stuntman, regia di Marcello Baldi (1968)
- Una sull'altra, regia di Lucio Fulci (1969)
- Senza via d'uscita, regia di Piero Sciumè (1970)
- L'intreccio, regia di Pierre Chenal (1970)
- ...dopo di che, uccide il maschio e lo divora (Marta), regia di José Antonio Nieves Conde (1971)
- Nel buio del terrore, regia di José Antonio Nieves Conde (1971)
- Tutti fratelli nel west... per parte di padre, regia di Sergio Grieco (1972)
- Amico, stammi lontano almeno un palmo, regia di Michele Lupo (1972)
- Sette orchidee macchiate di rosso, regia di Umberto Lenzi (1972)
- Doppia coppia con regina, regia di Julio Buchs (1972)
- Milano rovente, regia di Umberto Lenzi (1973)
- Bella, ricca, lieve difetto fisico, cerca anima gemella, regia di Nando Cicero (1973)
- Mahogany, regia di Berry Gordy (1975)
- La moglie giovane, regia di Giovanni D'Eramo (1975)
- Amori, letti e tradimenti, regia di Alfonso Brescia (1976)
- Taxi Love, servizio per signora, regia di Sergio Bergonzelli (1976)
- La belva col mitra, regia di Sergio Grieco (1977)
- Casanova & Company (Casanova & Co.), regia di Franz Antel (1977)
- L'osceno desiderio, regia di Giulio Petroni (1978)
- Un'ombra nell'ombra, regia di Pier Carpi (1979)
- I guerrieri del terrore (Traficantes de pánico), regia di René Cardona Jr. (1980)
- La liceale al mare con l'amica di papà, regia di Marino Girolami (1980)
- La compagna di viaggio, regia di Ferdinando Baldi (1980)
- Peccati a Venezia, regia di Amasi Damiani (1980)
- La dottoressa preferisce i marinai, regia di Michele Massimo Tarantini (1981)
- Corpi nudi, regia di Joseph Mallory (Amasi Damiani) (1983)
- Sensazioni d'amore, regia di Ninì Grassia (1990)
- I Love Vienna, regia di Houchang Allahyari (1991)

## Doppiatrici italiane
- Rita Savagnone in Diabolik, Amico, stammi lontano almeno un palmo, La belva col mitra
- Maria Pia Di Meo in New York chiama Superdrago
- Laura Gianoli in Una sull'altra
- Mirella Pace in L'osceno desiderio
- Fiorella Betti in Milano rovente
- Ada Maria Serra Zanetti in Bella, ricca, lieve difetto fisico, cerca anima gemella[7]
- Angiolina Quinterno in La compagna di viaggio
- Noemi Gifuni in La dottoressa preferisce i marinai